# Canoa/kayak ai Giochi della XXXI Olimpiade - K1 200 metri femminile
La gara di velocità femminile K1, 200 metri, per Rio de Janeiro 2016 si è svolta alla Laguna Rodrigo de Freitas dal 15 al 16 agosto 2016.

## Regolamento della competizione
La competizione prevede quattro batterie di qualificazione, tre semifinali e una finale. Le prime sei classificate nelle batterie di qualificazione accedono alle semifinali. Le prime due classificate e le due migliori terze accedono alla finale "A", per l'assegnazione delle medaglie. Le successive otto più veloci alle semifinali accedono alla finale "B".

## Programma
| Data                   | Ora         | Round               |
| ---------------------- | ----------- | ------------------- |
| Lunedì 15 agosto 2016  | 08:38 10:00 | Batterie Semifinali |
| Martedì 16 agosto 2016 | 8:47        | Finale              |

## Risultati
| FA | Qualificato in finale A (per le medaglie)                       |
| FB | Qualificato in finale B (non per le medaglie)                   |
| Q  | Qualificato al turno successivo per posizione in qualificazione |

### Batterie

#### Batteria 1
| Pos. | Atleta           | Paese         | Tempo  | Note |
| ---- | ---------------- | ------------- | ------ | ---- |
| 1    | Lisa Carrington  | Nuova Zelanda | 40"422 | Q    |
| 2    | Francisca Laia   | Portogallo    | 41"368 | Q    |
| 3    | Nataša Janić     | Ungheria      | 41"403 | Q    |
| 4    | Zhou Yu          | Cina          | 42"187 | Q    |
| 5    | Olivera Moldovan | Serbia        | 43"339 | Q    |
| 6    | Marina Toribiong | Palau         | 48"913 | Q    |
| 7    | Menatalla Karim  | Egitto        | 49"596 |      |

#### Batteria 2
| Pos. | Atleta                  | Paese         | Tempo  | Note |
| ---- | ----------------------- | ------------- | ------ | ---- |
| 1    | Marta Walczykiewicz     | Polonia       | 40"263 | Q    |
| 2    | Špela Ponomarenko Janić | Slovenia      | 40"387 | Q    |
| 3    | Andréanne Langlois      | Canada        | 40"956 | Q    |
| 4    | Inna Klinova            | Kazakistan    | 41"030 | Q    |
| 5    | Jess Walker             | Gran Bretagna | 41"123 | Q    |
| 6    | Henriette Engel Hansen  | Danimarca     | 42"455 | Q    |
| 7    | Anne Cairns             | Samoa         | 43"652 |      |

#### Batteria 3
| Pos. | Atleta               | Paese       | Tempo  | Note |
| ---- | -------------------- | ----------- | ------ | ---- |
| 1    | Sarah Guyot          | Francia     | 40"317 | Q    |
| 2    | Linnea Stensils      | Svezia      | 40"828 | Q    |
| 3    | Maria Teresa Portela | Spagna      | 40"844 | Q    |
| 4    | Lasma Liepa          | Turchia     | 41"760 | Q    |
| 5    | Viktoria Schwarz     | Austria     | 42"847 | Q    |
| 6    | Ana Paula Vergutz    | Brasile     | 44"239 | Q    |
| 7    | Maggie Hogan         | Stati Uniti | 44"668 |      |

#### Batteria 4
| Pos. | Atleta            | Paese       | Tempo  | Note |
| ---- | ----------------- | ----------- | ------ | ---- |
| 1    | Inna Osypenko     | Azerbaigian | 40"702 | Q    |
| 2    | Martina Kohlová   | Slovacchia  | 41"231 | Q    |
| 3    | Bridgitte Hartley | Sudafrica   | 41"698 | Q    |
| 4    | Yusmari Mengana   | Cuba        | 41"701 | Q    |
| 5    | Conny Wassmuth    | Germania    | 41"972 | Q    |
| 6    | Sabrina Ameghino  | Argentina   | 42"417 | Q    |
| 7    | Olga Umaralieva   | Uzbekistan  | 42"525 |      |

### Semifinali

#### Semifinale 1
| Pos. | Atleta              | Paese         | Tempo  | Note |
| ---- | ------------------- | ------------- | ------ | ---- |
| 1    | Marta Walczykiewicz | Polonia       | 40"619 | FA   |
| 2    | Linnea Stensils     | Svezia        | 41"245 | FA   |
| 3    | Bridgitte Hartley   | Sudafrica     | 41"478 | FB   |
| 4    | Jess Walker         | Gran Bretagna | 41"483 | FB   |
| 5    | Francisca Laia      | Portogallo    | 41"573 | FB   |
| 6    | Yusmari Mengana     | Cuba          | 41"688 | FB   |
| 7    | Olivera Moldovan    | Serbia        | 42"123 |      |
| 8    | Ana Paula Vergutz   | Brasile       | 44"362 |      |

#### Semifinale 2
| Pos. | Atleta                  | Paese       | Tempo  | Note |
| ---- | ----------------------- | ----------- | ------ | ---- |
| 1    | Inna Osypenko           | Azerbaigian | 39"803 | FA   |
| 2    | Sarah Guyot             | Francia     | 40"516 | FA   |
| 3    | Špela Ponomarenko Janić | Slovenia    | 40"797 | FA   |
| 4    | Nataša Janić            | Ungheria    | 40"962 | FB   |
| 5    | Zhou Yu                 | Cina        | 41"017 | FB   |
| 6    | Sabrina Ameghino        | Argentina   | 41"934 |      |
| 7    | Viktoria Schwarz        | Austria     | 43"072 |      |
| 8    | Henriette Engel Hansen  | Danimarca   | 43"300 |      |

#### Semifinale 3
| Pos. | Atleta               | Paese         | Tempo  | Note |
| ---- | -------------------- | ------------- | ------ | ---- |
| 1    | Lisa Carrington      | Nuova Zelanda | 39"561 | FA   |
| 2    | Maria Teresa Portela | Spagna        | 40"241 | FA   |
| 3    | Inna Klinova         | Kazakistan    | 40"381 | FA   |
| 4    | Martina Kohlová      | Slovacchia    | 41"286 | FB   |
| 5    | Andréanne Langlois   | Canada        | 41"350 | FB   |
| 6    | Conny Wassmuth       | Germania      | 41"725 |      |
| 7    | Lasma Liepa          | Turchia       | 41"866 |      |
| 8    | Marina Toribiong     | Palau         | 48"306 |      |

### Finali

#### Finale B
| Pos. | Atleta             | Paese         | Tempo  | Note |
| ---- | ------------------ | ------------- | ------ | ---- |
| 1    | Nataša Janić       | Ungheria      | 41"673 |      |
| 2    | Martina Kohlová    | Slovacchia    | 41"787 |      |
| 3    | Zhou Yu            | Cina          | 41"928 |      |
| 4    | Yusmari Mengana    | Cuba          | 42"036 |      |
| 5    | Bridgitte Hartley  | Sudafrica     | 42"066 |      |
| 6    | Andréanne Langlois | Canada        | 42"099 |      |
| 7    | Jess Walker        | Gran Bretagna | 42"205 |      |
| 8    | Francisca Laia     | Portogallo    | 42"695 |      |

#### Finale A
| Pos. | Atleta                  | Paese         | Tempo  | Note            |
| ---- | ----------------------- | ------------- | ------ | --------------- |
|      | Lisa Carrington         | Nuova Zelanda | 39"864 | Record olimpico |
|      | Marta Walczykiewicz     | Polonia       | 40"279 |                 |
|      | Inna Osypenko           | Azerbaigian   | 40"401 |                 |
| 4    | Špela Ponomarenko Janić | Slovenia      | 40"769 |                 |
| 5    | Sarah Guyot             | Francia       | 40"894 |                 |
| 6    | Maria Teresa Portela    | Spagna        | 41"053 |                 |
| 7    | Linnea Stensils         | Svezia        | 41"293 |                 |
| 8    | Inna Klinova            | Kazakistan    | 41"521 |                 |